# Lady Anne Blunt
Anne Isabella Noel Blunt, nata King-Noel, XV baronessa Wentworth, nota per gran parte della sua vita come Lady Anne Blunt (22 settembre 1837 – Il Cairo, 15 dicembre 1917), è stata una nobile e viaggiatrice britannica, fondatrice, insieme al marito, il poeta Wilfrid Scawen Blunt, del Crabbet Arabian Stud.

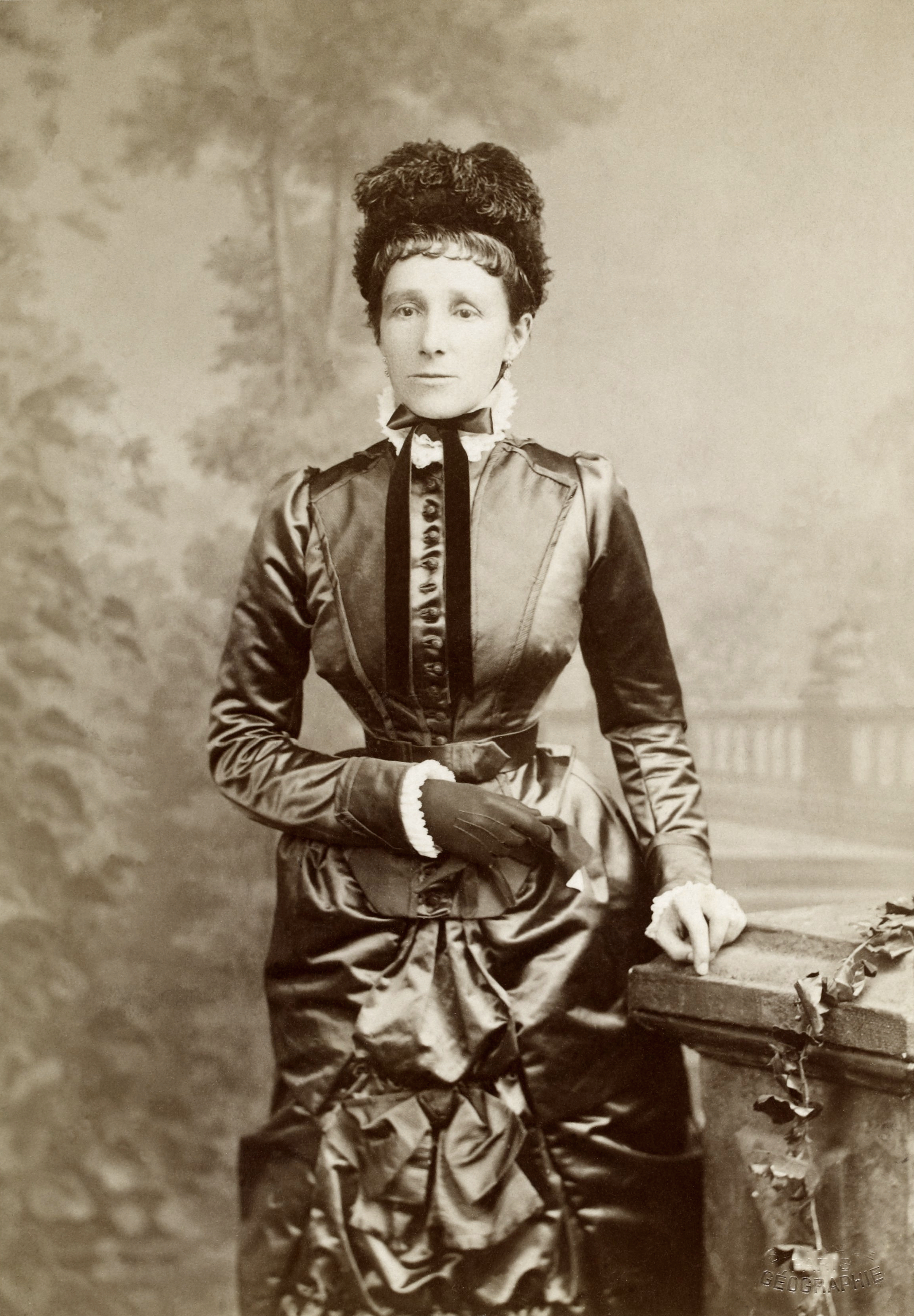
Lady Anne Blunt, 1883

Dagli ultimi anni del 1870 Lady Anne viaggiò intensamente insieme al marito in Arabia e nel Vicino Oriente, acquistando cavalli arabi dai beduini delle locali tribù e dall'egiziano Ali Pascià Sherif. Fra i cavalli che portò in Inghilterra figurano destrieri di grande fama, quali Azrek, Dajania, Queen of Sheba, Rodania e l'ancor più famoso stallone di Ali Pascià Sherif, Mesaoud. La gran parte dei cavalli purosangue ha una discendenza riconducibile ad almeno uno dei primi cavalli del Crabbet Arabian Stud.

## Biografia

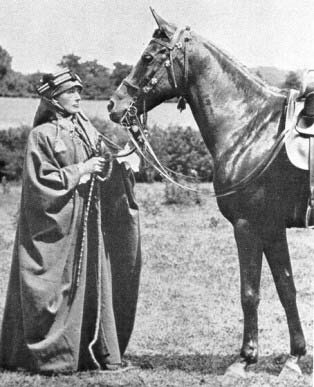
Lady Anne Blunt, in abbigliamento da beduino, col suo destriero preferito, Kasida

Lady Anne era figlia di William King, I conte di Lovelace e di Ada King, contessa di Lovelace, la matematica che qualcuno definisce come la prima programmatrice di computer al mondo. I suoi nonni materni erano il poeta George Gordon Byron, 6º Barone Byron e Anne Isabella Milbanke. Nell'infanzia, era conosciuta come "Annabella", a causa del nome di sua nonna. Lady Anne parlava fluentemente francese, tedesco, italiano, spagnolo e arabo; era una provetta violinista (possedeva anche uno violino Stradivari che ora porta il suo nome, lo Stradivari Lady Blunt) e un'artista dotata, che aveva studiato pittura con John Ruskin. Ebbe anche un amore sconfinato per i cavalli, coltivato fin dalla più giovane età, ed era una valente cavallerizza.
L'8 giugno 1869 sposò Wilfrid Scawen Blunt, ma il matrimonio non fu tra i più felici, funestato sia dai continui tradimenti del marito, sia dal fatto che delle sue molte gravidanze sopravvisse una sola figlia, Judith Blunt-Lytton, 16ª Baronessa Wentworth. I suoi interessi per i cavalli arabi si combinavano però con gli interessi di Wilfrid per la politica vicino-orientale. I libri Bedouin Tribes of the Euphrates e A Pilgrimage to Nejd le sono attribuiti e si basano sui suoi diari di viaggio, pubblicati per esteso dal marito.
È infatti nel 1878 che assieme al marito si reca nella regione allora sconosciuta agli europei del Najd. La terra è nell'immaginario dei Beduini ciò che la Palestina è per gli Ebrei: la terra culla della loro razza, dalla quale provengono le idee cavalleresche di cui la comunità è permeata. Ivi vengono accolti con favore dall'emiro Rashid, il quale non nasconde il proprio stupore e l'ammirazione per i forestieri giunti da così lontano, che tuttavia vestono all'orientale e parlano in maniera fluente l'arabo senza mai negare le proprie origini cristiane. A Lady Blunt viene fatto l'onore di visitare l'Harem del pascià, simbolo dell'Oriente erotico e favoloso.
La passione per i cavalli porta Lady Blunt a visitare anche le scuderie del Najd. Importante è sottolineare come nelle comunità arabe solo i principi erano legittimati ad avere e a montare un cavallo; tutti gli altri, seppur ricchi e benestanti, dovevano girare a dorso di cammello o di dromedario. Anche tale visita, pertanto, è da leggersi come un attestato di stima nei confronti dei coniugi Blunt da parte del pascià, considerando vieppiù che lo stallone arabo era una delle razze più agognate da principi e regnanti europei.
Lady Anne e Wilfrid avevano idee diverse circa l'addestramento dei loro cavalli, con Wilfrid che (malgrado fosse un cavallerizzo di minor talento) spesso riusciva a far prevalere le sue opinioni, con il risultato, talvolta, della perdita di un discreto numero di purosangue in Egitto, lasciati nelle mani di personale inetto che li trascurava al punto tale che alcuni morirono di caldo o di sete. In Inghilterra, la teoria di Wilfrid che i cavalli arabi potessero vivere in "condizioni ambientali tipiche del deserto", quindi anche al freddo (ma in un clima umido), comportò spesso che gli animali si alimentassero con insufficiente foraggio e che venissero esposti in modo del tutto insensato e inutile agli elementi sfavorevoli.
Il matrimonio si ruppe nel 1906. Wilfrid ebbe numerose amanti, spesso simultaneamente. Quando una di loro, Dorothy Carleton (poi da lui adottata come nipote) entrò nella loro casa, Lady Anne, incapace di tollerare ciò che ella definiva uno stile di vita "orientale", abbandonò il marito. I Blunt si accordarono per una separazione formale e la scuderia fu divisa. Lady Anne firmò l'atto di divisione dei beni prospettato da Wilfrid. In base a quei termini, Lady Anne prese per sé Crabbet Park e metà dei cavalli, mentre Wilfrid tenne Caxtons Farm, nota anche come Newbuildings, e il resto dei cavalli.
Dopo la separazione, Lady Anne iniziò a passare numerosi mesi all'anno nella sua tenuta di Sheykh Obeyd, presso Il Cairo, un appezzamento di 32 acri (129.000 m²) di frutteti piantati ad albicocco che i Blunt avevano acquistato nel 1882 e organizzato come scuderia per l'allevamento dei cavalli di loro proprietà. Sua figlia Judith rimase invece nella tenuta materna di Crabbet con il marito e i figli. Lady Anne abbandonò definitivamente l'Inghilterra nell'ottobre del 1915, lasciando la gestione della scuderia a Judith, per risiedere a Sheykh Obeyd.
Nel 1917, alla morte di Ada King-Milbanke, 14ª Baronessa Wentworth, che non aveva avuto figli, Lady Anne ereditò il titolo di Baronessa Wentworth. Wilfrid, sempre a corto di denaro, tentò di ottenere da Lady Anne il controllo o la proprietà di Crabbet Park, divenendo tanto insistente che Lady Anne diseredò Judith per non favorirlo in alcun modo.

## Eredità
Dopo la morte di Lady Anne nel 1917, il titolo dei Wentworth passò a Judith, che a quel tempo possedeva alcuni cavalli e parte della tenuta. Lady Anne lasciò in legato testamentario la rimanente parte di Crabbet Park alle nipoti, figlie di Judith, nominando un amministratore fiduciario. Wilfrid e Judith si contesero la tenuta di Lady Anne e la proprietà di molti cavalli. La battaglia legale si concluse nel 1920 con un verdetto in favore dei figli di Judith, che annullava l'atto di divisione a suo tempo sottoscritto dai coniugi e riunificava la maggior parte della scuderia.
Wilfrid morì nel 1922, dopo essersi riconciliato a parole con la figlia, ma senza aver lasciato nuove disposizioni testamentarie per assicurarle l'eredità delle rimanenti proprietà. Con l'andar del tempo Judith riuscì a ricomperare dall'amministrazione fiduciaria le quote di Crabbet Park e di Newbuidings delle sue figlie, riacquistando anche molti dei cavalli che il padre Wilfrid aveva venduto a terzi. La Scuderia Crabbet seguitò quindi a operar sotto l'amministrazione di Judith.
A causa della dispersione in tutto il mondo dei cavalli del Crabbet, molti cavalli, a prescindere dal loro luogo di nascita, discendono dai purosangue del Crabbet, dopo un secolo quasi di esistenza. Circa il 90% di tutti i cavalli arabi registrati negli Stati Uniti d'America, ad esempio, discende dai destrieri del Crabbett Park Stud. Alcuni allevatori di purosangue "Crabbet" si considerano "preservazionisti", tenendo a preservare con le loro caratteristiche originali un gruppo di cavalli purosangue del tipo Crabbet, mentre altri preferiscono effettuare incroci al fine di mantenere robusta la razza, evitando il rischio di un'eccessiva endogamia e il propagarsi di eventuali tare ereditarie. In ogni caso, i purosangue del Crabbet hanno una eccellente fama di muscolosità, di buon temperamento, ottima salute, e grande capacità predisposizione all'addestramento.

## Ascendenza
|                                                |            |                                      | Genitori                               |  |  | Nonni |  |  | Bisnonni                   |  |  | Trisnonni                  |  |
|                                                |            |                                      |                                        |  |  |       |  |  | Peter King, VI barone King |  |  | Thomas King, V barone King |  |
|                                                |            |                                      |                                        |  |  |       |  |  | Peter King, VI barone King |  |  | Thomas King, V barone King |  |
|                                                |            | Catherine Troye                      |                                        |  |  |       |  |  | Peter King, VI barone King |  |  |                            |  |
| Peter King, VII barone King                    |            |                                      |                                        |  |  |       |  |  | Peter King, VI barone King |  |  |                            |  |
|                                                |            | Charlotte Tredcroft                  | Edward Tredcroft                       |  |  |       |  |  |                            |  |  |                            |  |
|                                                |            | Charlotte Tredcroft                  | Edward Tredcroft                       |  |  |       |  |  |                            |  |  |                            |  |
|                                                |            | Charlotte Tredcroft                  | Mary Michel                            |  |  |       |  |  |                            |  |  |                            |  |
| William King-Noel, I conte di Lovelace         |            | Charlotte Tredcroft                  |                                        |  |  |       |  |  |                            |  |  |                            |  |
|                                                |            | Hugh Fortescue, I conte di Fortescue | Matthew Fortescue, II barone Fortescue |  |  |       |  |  |                            |  |  |                            |  |
|                                                |            | Hugh Fortescue, I conte di Fortescue | Matthew Fortescue, II barone Fortescue |  |  |       |  |  |                            |  |  |                            |  |
|                                                |            | Hugh Fortescue, I conte di Fortescue | Anne Campbell                          |  |  |       |  |  |                            |  |  |                            |  |
| lady Hester Fortescue                          |            | Hugh Fortescue, I conte di Fortescue |                                        |  |  |       |  |  |                            |  |  |                            |  |
|                                                |            | hon. Hester Grenville                | lord George Grenville                  |  |  |       |  |  |                            |  |  |                            |  |
|                                                |            | hon. Hester Grenville                | lord George Grenville                  |  |  |       |  |  |                            |  |  |                            |  |
|                                                |            | hon. Hester Grenville                | Elizabeth Wyndham                      |  |  |       |  |  |                            |  |  |                            |  |
| Anne King-Noel, XV baronessa Wentworth         |            | hon. Hester Grenville                |                                        |  |  |       |  |  |                            |  |  |                            |  |
|                                                | John Byron | hon. John Byron                      |                                        |  |  |       |  |  |                            |  |  |                            |  |
|                                                | John Byron | hon. John Byron                      |                                        |  |  |       |  |  |                            |  |  |                            |  |
|                                                | John Byron | Sophia Trevanion                     |                                        |  |  |       |  |  |                            |  |  |                            |  |
| George Gordon Byron, VI barone Byron           | John Byron |                                      |                                        |  |  |       |  |  |                            |  |  |                            |  |
|                                                |            | Catherine Gordon                     | George Gordon                          |  |  |       |  |  |                            |  |  |                            |  |
|                                                |            | Catherine Gordon                     | George Gordon                          |  |  |       |  |  |                            |  |  |                            |  |
|                                                |            | Catherine Gordon                     | Catherine Innes                        |  |  |       |  |  |                            |  |  |                            |  |
| hon. Ada Augusta Byron                         |            | Catherine Gordon                     |                                        |  |  |       |  |  |                            |  |  |                            |  |
|                                                |            | sir Ralph Milbanke, VI baronetto     | sir Ralph Milbanke, V baronetto        |  |  |       |  |  |                            |  |  |                            |  |
|                                                |            | sir Ralph Milbanke, VI baronetto     | sir Ralph Milbanke, V baronetto        |  |  |       |  |  |                            |  |  |                            |  |
|                                                |            | sir Ralph Milbanke, VI baronetto     | Elizabeth Hedworth                     |  |  |       |  |  |                            |  |  |                            |  |
| Anne Isabella Milbanke, XI baronessa Wentworth |            | sir Ralph Milbanke, VI baronetto     |                                        |  |  |       |  |  |                            |  |  |                            |  |
|                                                |            | hon. Judith Noel                     | Edward Noel, I visconte Wentworth      |  |  |       |  |  |                            |  |  |                            |  |
|                                                |            | hon. Judith Noel                     | Edward Noel, I visconte Wentworth      |  |  |       |  |  |                            |  |  |                            |  |
|                                                |            | hon. Judith Noel                     | Judith Lamb                            |  |  |       |  |  |                            |  |  |                            |  |
|                                                |            | hon. Judith Noel                     |                                        |  |  |       |  |  |                            |  |  |                            |  |

## Opere
- Lady Anne Blunt, Bedouin Tribes of the Euphrates
- Lady Anne, Blunt, A Pilgrimage to Nejd
- Lady Anne Blunt, Lady Anne Blunt: Journals and Correspondence, 1878-1917